# Paulo Isidoro
Pour le footballeur brésilien surnommé Paulo Isidoro, voir Paulo Isidoro (football, 1973).
Paulo Isidoro de Jesus, plus connu simplement comme Paulo Isidoro, est un footballeur brésilien né le 3 août 1953 à Matosinhos. Il jouait au poste de milieu offensif. 
En 1981 il a reçu la « Bola de Ouro », en français « Ballon d’Or », qui récompense le meilleur joueur du championnat du Brésil.
Il compte 41 sélections (2 non officielles) en équipe nationale et a disputé la Coupe du monde 1982.

## Clubs
- 1975–1980 : Atlético Mineiro ( Brésil)
- 1980–1983 : Grêmio Porto Alegre ( Brésil)
- 1983–1985 : Santos FC ( Brésil)
- 1985–1988 : Guarani FC ( Brésil)
- 1989-1989 : Esporte Clube XV de Jaú ( Brésil)
- 1989–1990 : Cruzeiro EC ( Brésil)
- 1991–1992 : AA Internacional de Limeira ( Brésil)
- 1992–1997 : Valeriodoce Esporte Clube ( Brésil)

## Palmarès
- Champion de l'État du Minas Gerais en 1976, 1978, 1979 avec Clube Atlético Mineiro, 1990 avec Cruzeiro EC
- Championnat de l'État du Rio Grande do Sul en 1980 avec Grêmio Football Porto-Alegrense
- Champion du Brésil en 1981 avec Grêmio Football Porto-Alegrense
- Champion de l'État de São Paulo en 1984 avec Santos FC

## Titres personnels
- « Ballon d'or » en 1981
- « Ballon d'argent » en 1976 et 1983